# Richard Richardsson
Richard Richardsson (Östersund, 1º febbraio 1974) è un ex snowboarder svedese.

## Palmarès

### Olimpiadi
- 1 medaglia:
  - 1 argento (Salt Lake City 2002 nello slalom gigante parallelo)

### Mondiali
- 1 medaglia:
  - 1 oro (Berchtesgaden 1999 nello slalom gigante parallelo)